# Kočno ob Ložnici
Kočno ob Ložnici – wieś w Słowenii, w gminie Slovenska Bistrica. W 2018 roku liczyła 176 mieszkańców.